# Leica
La Leica Camera AG (Leica: abbreviazione di Leitz(sche) Camera) è un'azienda tedesca operante nell'industria ottica con sede a Wetzlar. La società produce macchine fotografiche e apparecchi ottici specifici per la fotografia, oltre a binocoli, microscopi e mirini telescopici. La società prese il nome Leica nel 1986, dal nome di una sua linea di macchine di successo, derivando dall'originale Ernst Leitz Wetzlar GmbH fondata nel 1869, a sua volta nata dall'azienda di Carl Kellner del 1849 Optischen Instituts.
Leica è anche un marchio che riunisce quattro diverse aziende europee, operanti nel settore dell'ottica e dell'elettronica attive nella produzione di microscopi, strumenti geodetici, apparecchi per la tecnologia medica, storicamente o economicamente collegate con il marchio Leitz. Le quattro aziende sono indipendenti dal 1997 e sono, la tedesca Leica Microsystems, la svizzera Leica Geosystems, la tedesca Leica Biosystems e la tedesca Leica Camera AG per la fotografia.
Il marchio è stato variamente legato nel tempo con le aziende Wild Heerbrugg, Kern, Jung, C. Reichert, Cambridge Scientific Instrument Company, American Optical Company.

## Storia
Il nome del gruppo trae origine dalle iniziali del cognome dell'industriale tedesco Ernst Leitz, impegnato nel settore ottico e di precisione nella seconda metà del XIX secolo, e fondatore nel 1869 dell’Ernst Leitz Optisches Institut a Wetzlar, e dalle prime lettere di camera (che in tedesco significa macchina fotografica).
Nel 1849 viene fondato l’Optische Institut da Carl Kellner a Wetzlar. Sotto Ernst Leitz viene creata nel 1869 la Ernst Leitz Werke. La società è dedicata alla costruzione di microscopi. All'inizio del XX secolo viene ampliata la gamma di prodotti con binocoli, episcopi e epidiascopi così come fotocamere.
In questo contesto viene sviluppata la Miniaturkamera, la prima macchina fotografica con pellicola 35 millimetri per cinefilm. Per il tempo di esposizione notevole il caricatore della grossa macchina non doveva essere più riaperto. Su questa base Oskar Barnack, all'epoca capo sviluppo della Leitz, costruì nel 1914 due prototipi di una macchina fotografica istantanea da 24 mm × 36 mm per suo utilizzo privato, il cui unico esemplare sopravvissuto è ora chiamato Ur-Leica.
Nel 2016 Leica stringe un accordo con l'azienda telefonica cinese Huawei per la progettazione delle fotocamere di alcuni suoi modelli (P9, P9 Plus, P10, P10 Plus, Mate 9, Mate 9 Pro, Mate 10, Mate 10 Pro, P20, P20 Pro, Mate 20, Mate 20 Pro, Mate 20 X, Mate X, P30, P30 Pro, Mate 30, Mate 30 Pro, P40, P40 Pro, Mate 40, Mate 40 Pro). 6 anni dopo, l'azienda tedesca si allea con Xiaomi e lancia un'app esclusiva per gli smartphone dell'azienda di Lei Jun che montano le fotocamere create appositamente.

## Leica Microsystems GmbH, Germania
Si può far risalire a Carl Kellner l'esordio di quelli che saranno i marchi Leitz e Leica, con la costituzione nel 1849 in Wetzlar dell'Optisches Institut, diventato poi Leitz nel 1869 con la conduzione unica di Ernst Leitz, seguita alla morte a soli 29 anni di Kellner. Kellner è stato un talento nella meccanica e nell'ottica, alla quale ha applicato i suoi studi matematici. In particolare, Kellner ha inventato un oculare corretto, noto oggi come oculare ortoscopico di Keller, con una nuova combinazione di lenti che ha migliorato, in maniera significativa per l'epoca, la qualità delle immagini, ottenendo dei sistemi altamente acromatici e corretti per le distorsioni geometriche. L'applicazione si rivolgeva particolarmente a telescopi e microscopi. L'attività dell'azienda veniva dal '69 seguitata da Leitz, talento meccanico ed ugualmente autodidatta, artigiano e apprendista per una società tedesca che fabbricava attrezzature di laboratorio poi proseguita in Svizzera con un produttore di strumenti di precisione, orologi elettrici e telegrafi. Prima dipendente e un anno dopo socio di Kellner, cambiava in Optical Institute Belthle und Leitz, Wetzlar, vorm. C. Kellner, il nome dell'azienda.

## Leica Geosystems AG, Svizzera
Leica Geosystems è una società Svizzera che sviluppa, produce e commercializza dispositivi di topografia e geodesia, come ad esempio GPS, tacheometri, livelli ottici e scanner 3D. Nata dalla fusione, avvenuta nell'inverno del 1987-1988, del produttore svizzero Wild Heerbrugg (1921), da Leitz Wetzlar e dai rami geodesia di Kern & Co. AG, la società si è frazionata a metà degli anni Novanta in diverse entità indipendenti, tutte acquisite da Hexagon AB nel 2005 per riformare il marchio "Leica Geosystems". Hanno anche investito pesantemente in progetti di grandi dimensioni, come ad esempio quelli in altissima quota, tra cui il Monte Bianco.

## LEItz CAmera

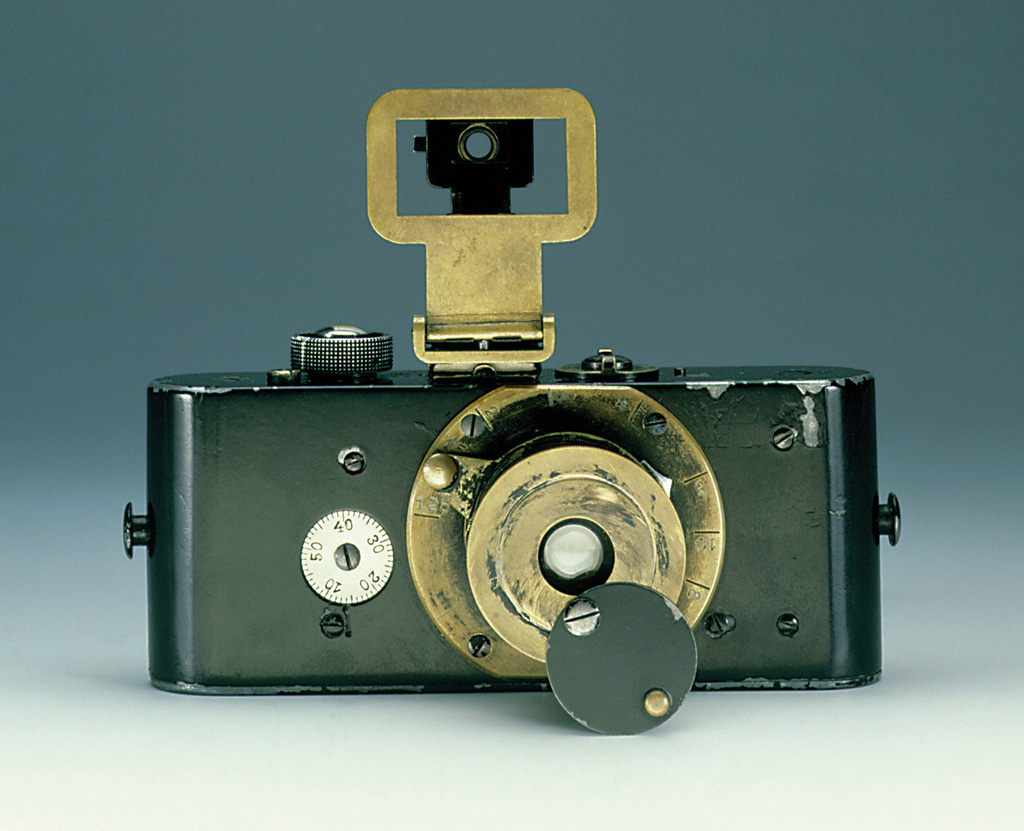
Ur-Leica, 1914

Nel 1869 Ernst Leitz I fondò la Leitz. Alla morte del padre l'omonimo figlio Ernst II decise di entrare nel mondo della fotografia. Nel 1911 Oskar Barnack, ingegnere proveniente dalla Zeiss, cercò di utilizzare la pellicola 35 mm per riprese cinematografiche inserendola in un caricatore, per creare una nuova tipologia di macchine fotografiche. Nacque così la fotocamera a pellicola 24X36 noto anche come "formato Leica" che troviamo sulle fotocamere ancora oggi.
Il frutto degli studi di Oskar Barnack fu la creazione del prototipo UR (1914), una fotocamera 35 mm con otturatore sul piano focale, con obiettivo 50 mm, slitta porta accessori e peso di 350 : g, questa fu la capostipite di tutte le fotocamere Leica e questa architettura fu la base di tutte le fotocamere 35 mm fino ai nostri giorni.
Con la crisi economica tedesca, Leitz si convinse a giocare la carta della produzione fotografica, fu coniato il nome Leica (LEItz CAmera) e nel 1925, alla fiera di Lipsia, fu presentata la Leica A, prima Leica di serie, ma ancora dotata di obiettivo fisso.
Seguì la Leica C, con analoghe caratteristiche migliorate dall'obiettivo intercambiabile con innesto a vite. Tale innesto (M39 o LTM) divenne uno standard de facto, ancora usato dopo il 2000.
Le forze armate tedesche nella seconda guerra mondiale vennero dotate di fotocamere Leica. La qualità, la rapidità di scatto, le dimensioni ridotte e la praticità delle Leica furono tali da renderle oggetto di copia in tutto il mondo: Leotax, Nicca e Canon in Giappone, Kardon negli USA, Reid in Inghilterra, FED e Zorki in URSS copiarono svariati modelli Leica..
Nel dopoguerra la Leica si rinnova e si migliora; abbandonato il sistema di ottica a vite, la Leitz lancia sul mercato i modelli della serie M; fotocamere a telemetro con pratico innesto delle ottiche a baionetta. Tuttora è in corso la produzione delle Leica M con la MP e la M-A (Typ 127) a pellicola, la M11 digitale e altri modelli M speciali. La serie Leica M divenne ben presto la preferita da tantissimi fotoreporter dell'epoca, vista l'assoluta maneggevolezza, rapidità, affidabilità ed efficienza di queste fotocamere.
Nel 1964, spinta dal successo della reflex Nikon F (1959), Leitz introdusse la sua prima SLR: Leicaflex seguita, nel 1976, dalla SRL elettronica R3.
Il 5 marzo 2009 è cessata la produzione di Leica Reflex della serie R, la ditta ha dichiarato di voler puntare su un nuovo formato ibrido, quello della Leica S2
Attualmente la Leica si occupa anche di fotografia digitale e fornisce disegni e progetti di suoi obiettivi a dei marchi già affermati di fotografia digitale (come la serie Lumix di Panasonic) che poi provvedono in proprio alla produzione delle stesse.

## Leica Camera AG, Italia
In Italia l'azienda fino al 1979 è stata importata dalla Ditta dell'Ing. Ippolito Cattaneo di Genova.

## Fotocamere

### Leica Digitalkompaktkameras (dal 1998)

#### Cooperazione con Fujifilm: Digilux (1998 - 2001)
Fu creata un'alleanza strategica con Fujifilm. Da questa alleanza venne alla luce nel 1998 la prima Digilux. Il prodotto era totalmente OEM con corpo esteticamente originale e prezzo non soddisfacente. La serie Laica comprendeva modelli Fuji, designati Leica Digilux, Leica Digilux Zoom e Leica Digilux 4.3. L'alleanza fu l'inizio di Leica nel mondo delle digitali compatte.

#### Cooperazione con Panasonic (dal 2002)

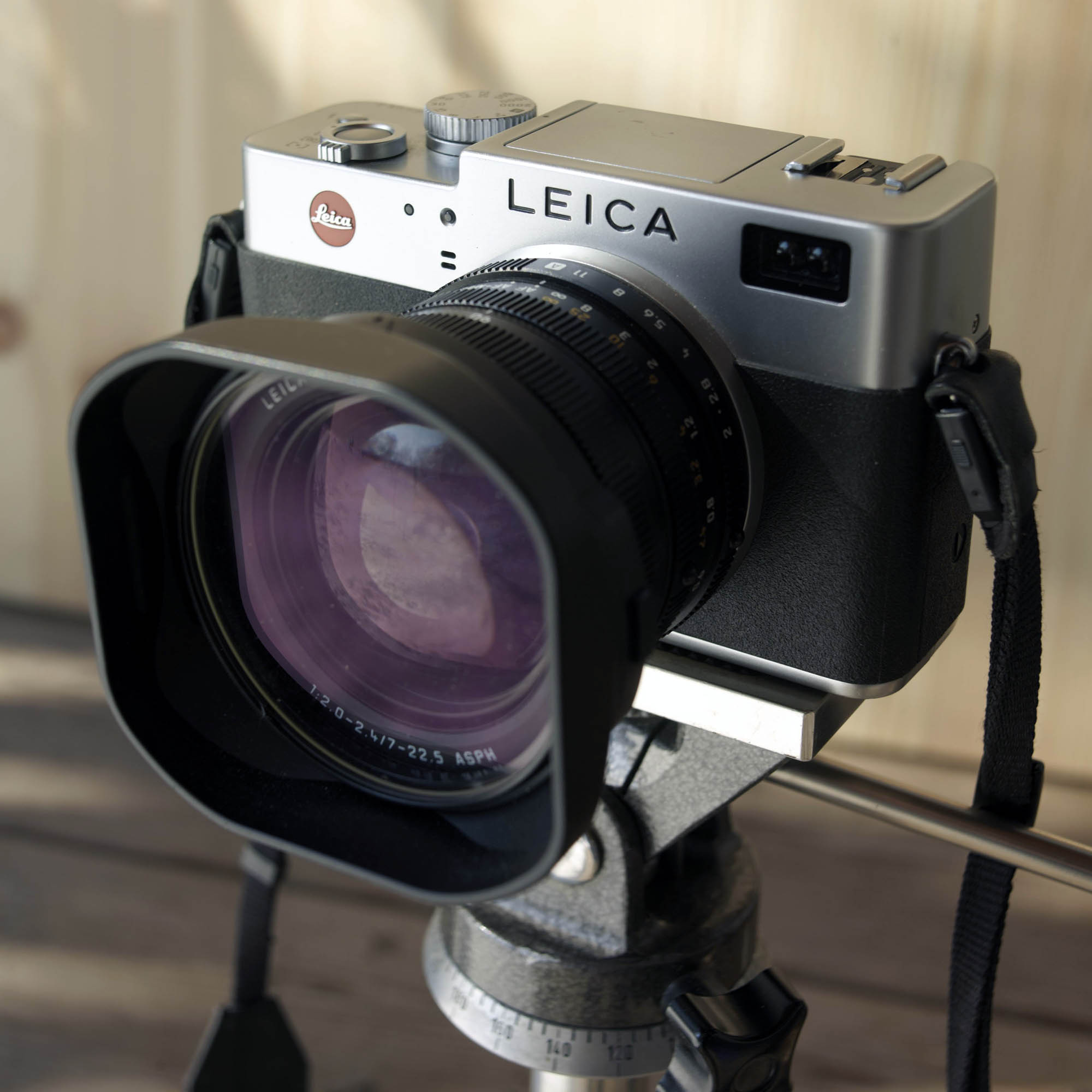
Leica Digilux 2 con DC Vario-Summicron 1:2.0–2.4/7–22.5

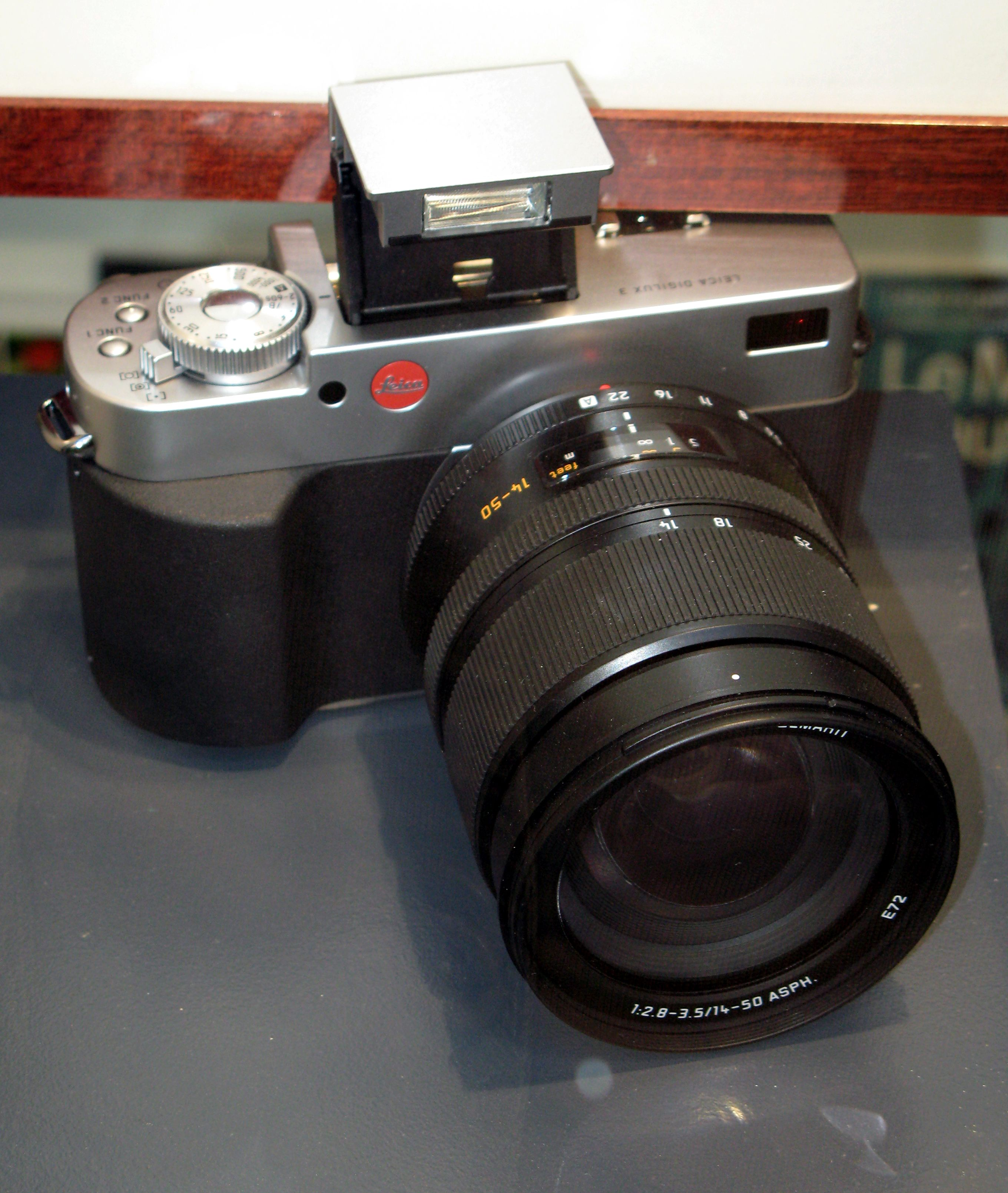
Leica Digilux 3 con flash e zoom 14–50mm

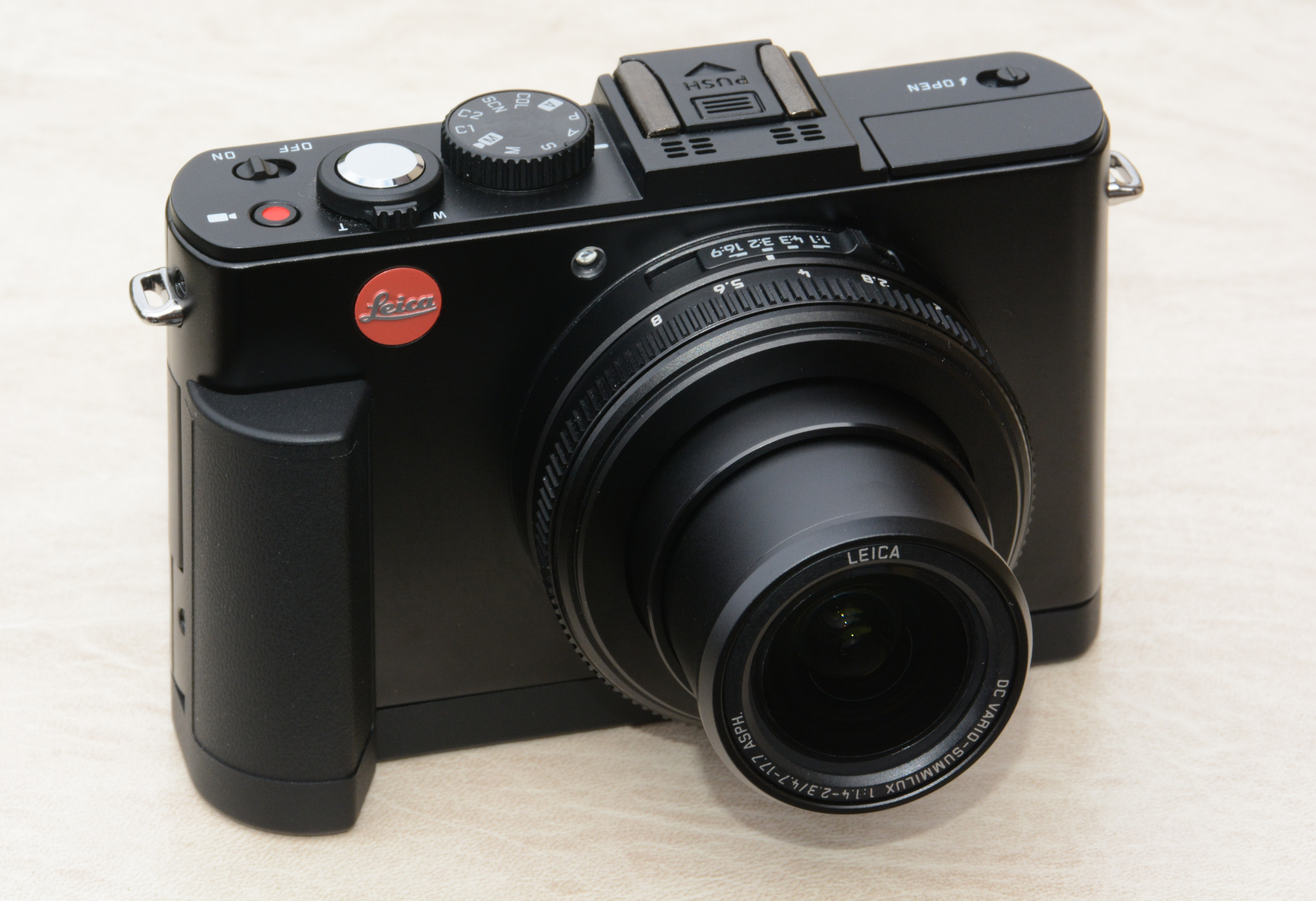
Leica D-Lux 6

Leica con Matsushita/Panasonic trova un nuovo partner. Le videocamere digitali e le macchine fotografiche digitali Panasonic vengono fornite con lenti Leica. Leica nella cooperazione ha nel catalogo le serie Digilux, C-Lux, D-Lux e V-Lux.
Digilux (dal 2002)
All'inizio del 2002 nasce la Leica Digilux 1. Da questo modello (Design: Achim Heine) lo stile Leica è ancora più visibile.
Nel maggio 2004 viene presentata la Digilux 2. Questo modello segna miglioramenti nella logica di funzionamento. Il design è simile alla storica Leica M. L'obiettivo della Digilux 2 si posiziona ai vertici della categoria delle digitali compatte dell'epoca. La fotocamera viene prodotta fino al 2006.
Nel settembre 2006 al Photokina di Colonia viene presentata la Lumix DMC L 1 che a marchio Leica Digilux 3. È una fotocamera digitale SLR di Leica, con attacco per cambio ottica. Lo standard è Quattro Terzi, ma anche Sigma-, Panasonic- e Olympus con quattro terzi a baionetta. Con un adattatore è possibile montare i „vecchi“ R-Objektive – solamente con diaframma di lavoro. Al Photokina 2008 la Digilux 3 non fu più presente.
C-Lux (dal 2006)
Nel 2006 Leica presenta la serie ultracompatta C-Lux, sorella del modello Panasonic. Nel 2007 nasce la C-Lux 2 e presto nel 2008 la C-Lux 3, basate sul modello Panasonic Lumix DMC-FX37.
D-Lux (dal 2003)
Nel 2003 viene messa in commercio la compatta Leica D-Lux, un modello ristilizzato Leica della Panasonic DMC-F1. Nel 2008 viene alla luce la D-Lux 4, su base Panasonic Lumix DMC-LX3. Nel 2010 viene sostituita dalla D-Lux 5, su base Panasonic Lumix DMC-LX5. Nel 2012 viene presentata al Photokina la D-Lux 6 e al Photokina 2014 la D-Lux (Typ 109).
Nel 2018 viene presentata la D-Lux 7.
V-Lux (dal 2007)
Nel 2007 esce la Leica V-Lux 1, basata sulla Panasonic Lumix DMC-FZ50. Fotocamera bridge con ottica 12-fach-Zoom Leica DC Vario-Elmarit con lunghezza focale f=7,4–88,8 mm (35–420 mm ASPH), presente anche sulla Lumix FZ30. Nel 2010 nasce la V-Lux 20, basata sulla macchina Panasonic Lumix DMC-TZ7. Come obiettivo un Leica DC-Vario-Elmarit 1:3,3–4,9/ 4,1–49,2 mm ASPH. (25–300 mm). Nel settembre 2010 il modello V-Lux 2 sostituisce la V-Lux 1, su base Panasonic Lumix DMC-FZ100. Il sensore montato è un 14.1 MP CMOS e l'obiettivo Leica DC Vario-Elmarit 2,8–5,2 / 4,5–108 mm ASPH. (25–600 mm). Come risoluzione la V-Lux 2 può arrivare a 11 fotogrammi al secondo (fps) e con risoluzione ridotta (2,8 MP) a 60 fps.
Nel 2012 viene presentata la Leica V-Lux 3 sorella della Panasonic Lumix DMC-FZ150. L'ottica è Leica DC-Vario-Elmarit 1:2,8-5,2/ 4,5-108 (24-fach-Zoom). La risoluzione migliorata rispetto alla V-Lux-2, grazie al sensore da 12 Megapixel. La banda di passaggio per i dati sale (28 Mbps a 1080 p) le nuove schede di memoria classe 10 sono utilizzabili. Colori e nitidezza sono molto buone in luce ambiente durante le registrazioni video con la Leica V-Lux 3. Nell'autunno 2012 al Photokina viene presentata la V-Lux 4, con luminosità 2,8 su tutta la lunghezza focale disponibile.

### Modelli storici
- Leica I a ottica fissa (1925) e a ottica intercambiabile (1930), Leica Ic (1949), Leica If (1952), Leica Ig (1957)
- Leica II (1932), Leica IIc (1948), Leica IIf (1951)
- Leica Standard (1932)
- Leica III (1933), Leica IIIa (1935), Leica IIIb (1938), Leica IIIc (1940), Leica IIId (1940), Leica IIIf (1950), Leica IIIg (1957)
- Leica M3 (1954)
- Leica MP (1956-1957)
- Leica M2 (1958)
- Leica M1 (1959)
- Leicaflex (1964)
- Leica M4 (1967), Leica M4-2 (1977), Leica M4-P (1980)
- Leicaflex SL (1968), Leicaflex SL2 (1974)
- Leica M5 (1971)
- Leica CL (1973)
- Leica R3 (1976)
- Leica R4 (1980), Leica R4s (1983)
- Leica M6 (1984), Leica M6J (1994), Leica M6 0.85 (1998), Leica M6 TTL (1998)
- Leica R5 (1986)
- Leica R6 (1987), Leica R6.2 (1991)
- Leica R-E (1990)
- Leica R7 (1992)
- Leica R8 (1996)
- Leica R9 (2001)

### Modelli attuali
Pellicola
- Leica M7 (2002)
- Leica MP (2003)
- Leica M-A (2014)

Digitali
- Leica M8 (2006), Leica M8.2 (2008)
- Leica M9 (2009)
- Leica M9-P (2011)
- Leica M (Typ 240) (2012)
- Leica M-E (2012)
- Leica M Monochrom (2012)
- Leica X2 (2012)
- Leica Digilux 3 (2006)
- Leica S2 (2009)
- Leica X VARIO (2013)
- Leica M-P (2014)
- Leica M (Typ 262) (2015)
- Leica M-D (Type 262) (2016)
- Leica M10 (2017)
- Leica M11 (2022)
- Leica SL   (2015-2020)
- Leica SL2 (2019-2024)
- Leica SL3 (2023)

Compatte digitali
- Leica C-Lux 2 (2007)
- Leica D-Lux 4 (2008)
- Leica D-Lux 5 (2010)
- Leica D-Lux 5 Titanium
- Leica D-Lux 6 (2012)
- Leica D-Lux 7 (2018)
- Leica V-Lux 2 (2010)
- Leica V-Lux 3 (2011)
- Leica V-Lux 4 (2012)
- Leica V-Lux 20 (2010)
- Leica V-Lux 30 (2011)
- Leica V-Lux 40 (2012)
- Leica X1 (2009)
- Leica X2 (2012)
- Leica X Vario (2014)
- Leica X (Tipo 113) (2014)
- Leica C (2013)
- Leica Q (2015)
- Leica Q-P (2018-2021)
- Leica Q2 (2019-2024)
- Leica Q2 Monochrom (2020)
- Leica Q3 (2023)

L'azienda informatica cinese Huawei utilizza le fotocamere Leica negli smartphone.

## Ottiche
Leica è solita utilizzare una particolare nomenclatura nella classificazione dei propri obiettivi; essa cambia col variare dell'apertura massima del diaframma. In generale (ma non sempre, come ad esempio nell'eccezione del Summarit 50 mm f/1.5) quando si parla di Summicron ci si riferisce ad una serie di obiettivi di alta qualità meccanica e ottica che presentano un'apertura massima di diaframma pari a f/2. Il primo Summicron venne prodotto a Wetzlar nel 1952, e si tratta di un obiettivo rientrante con attacco a vite che ebbe un enorme successo, nonostante il suo prezzo piuttosto elevato. La sua produzione continuò fino al 1960, comprendendo poi anche una versione con attacco a baionetta, ma con la stessa identica meccanica ed ottica.

## Finanza
Leica è quotato sulla Borsa di Francoforte.

## Galleria d'immagini

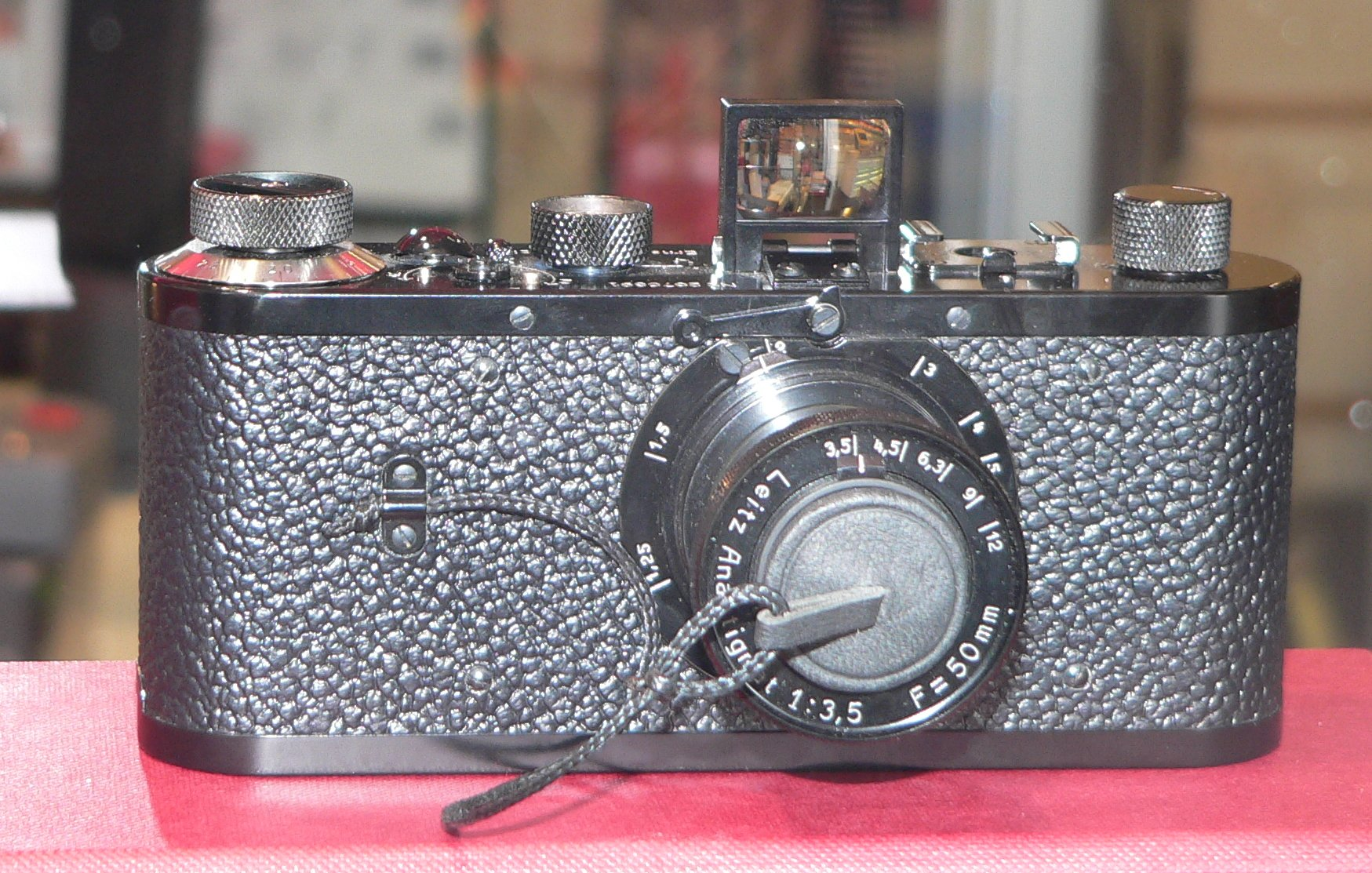
Replica della Leica 0 (1923).
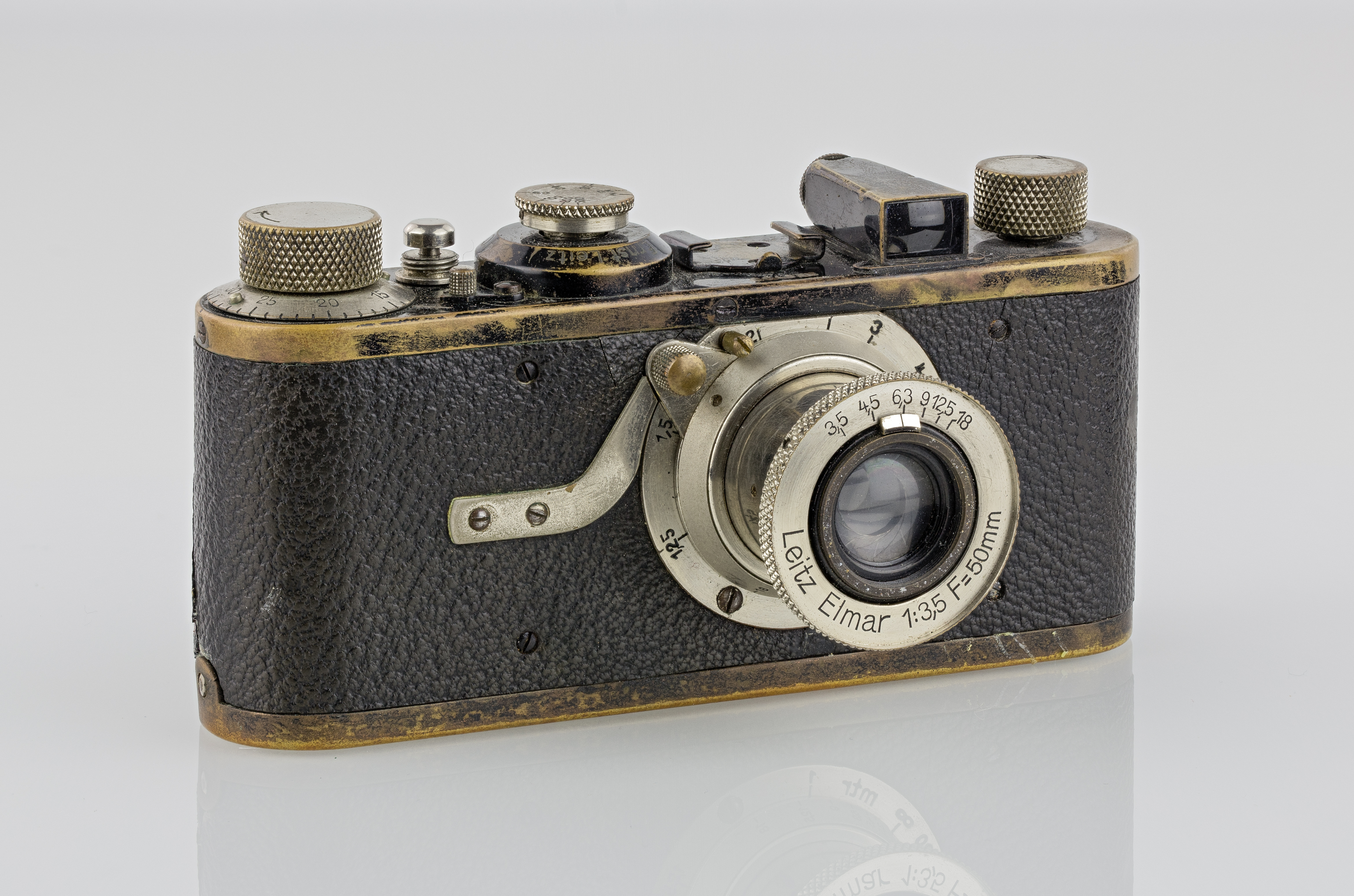
Leica I 1:3,5 (1927).
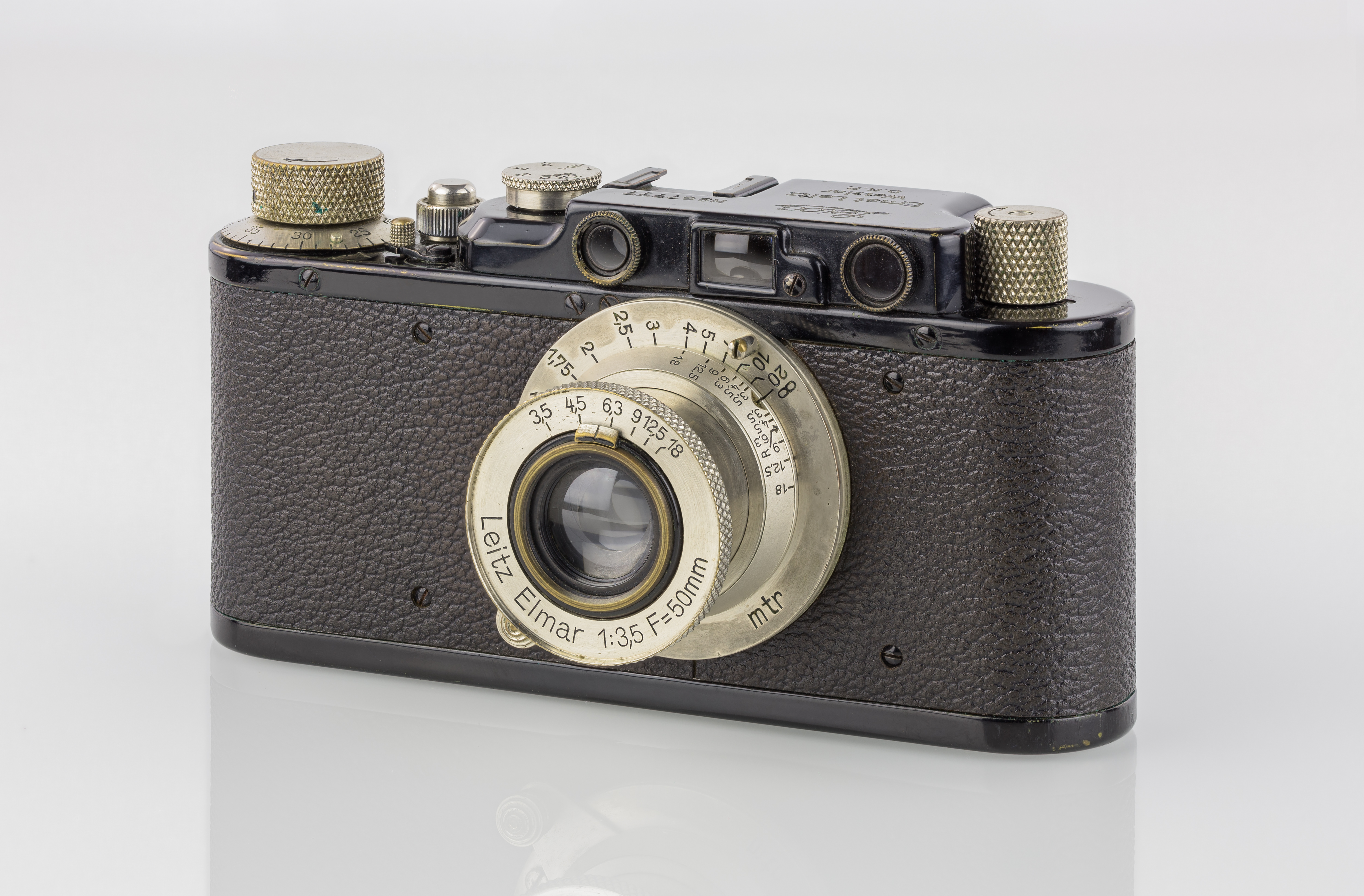
Leica II (1932) con obiettivo Elmar f:3,5/5 cm.
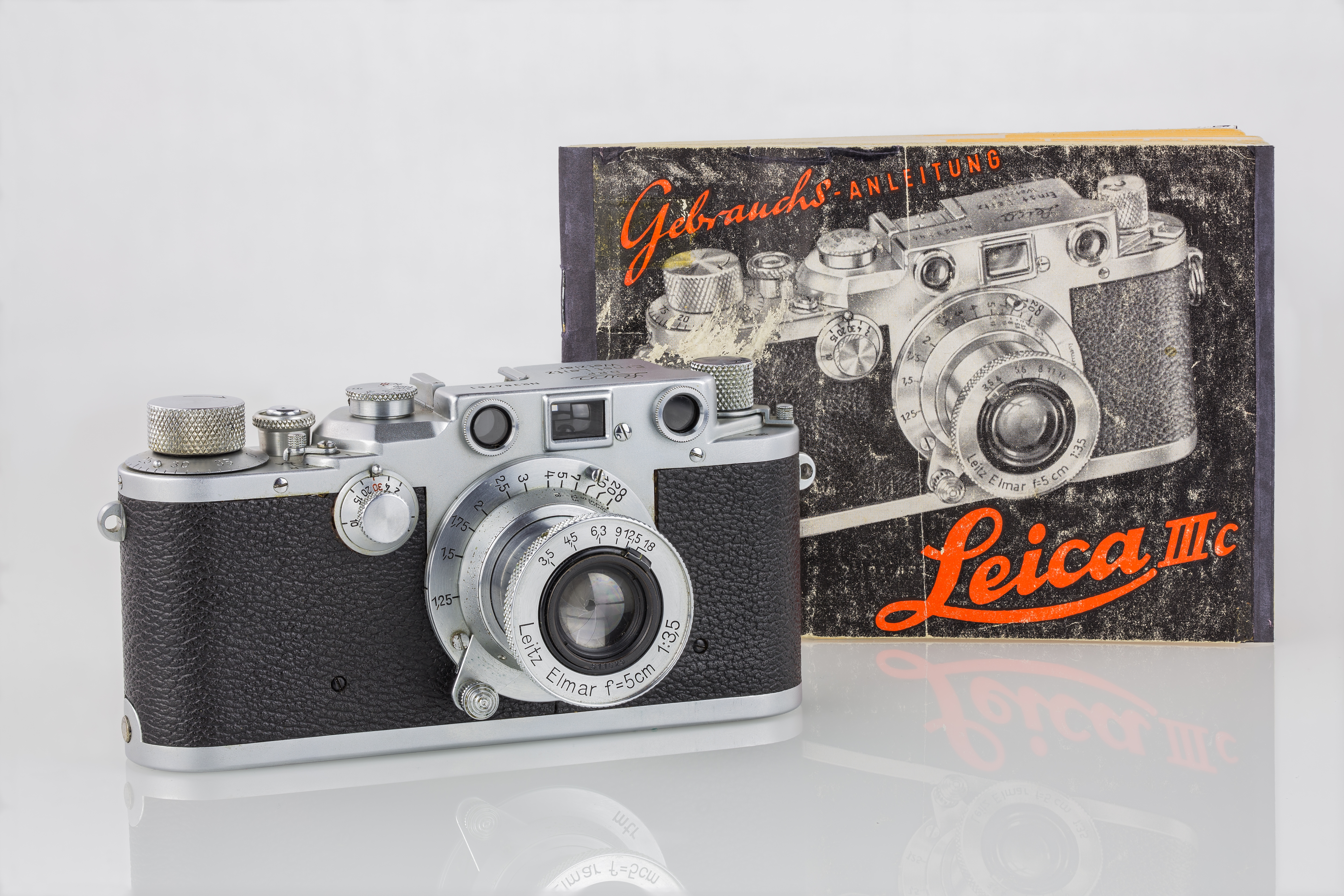
Leica IIIc (1941) con libretto di istruzioni.
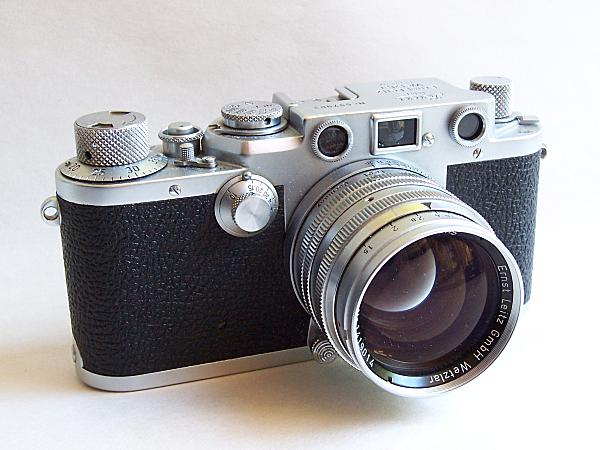
Leica IIIf (1950) con obiettivo Summarit f:1,5/5 cm.
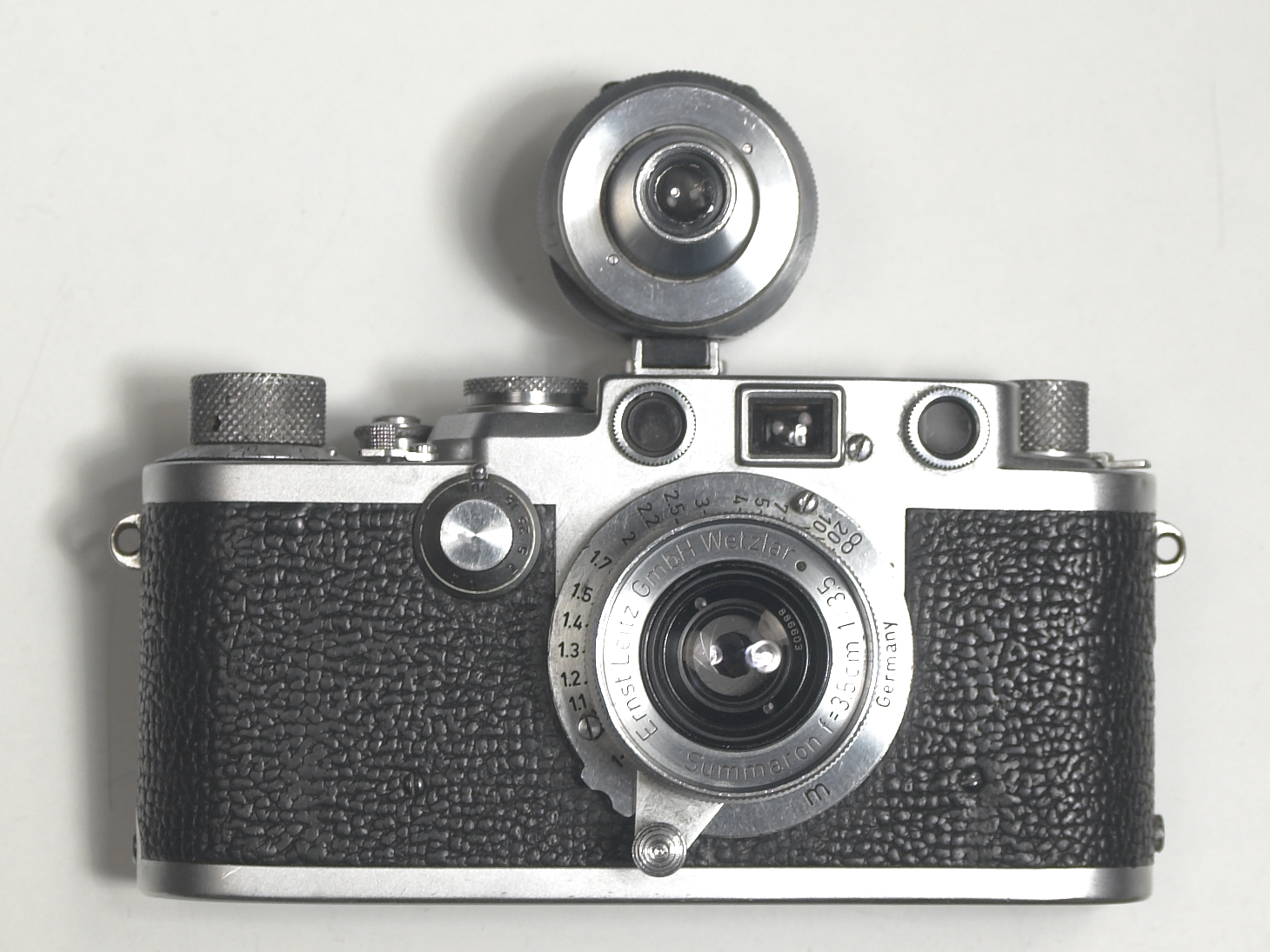
Leica IIIf (1952) con obiettivo Summaron da 3,5 cm.
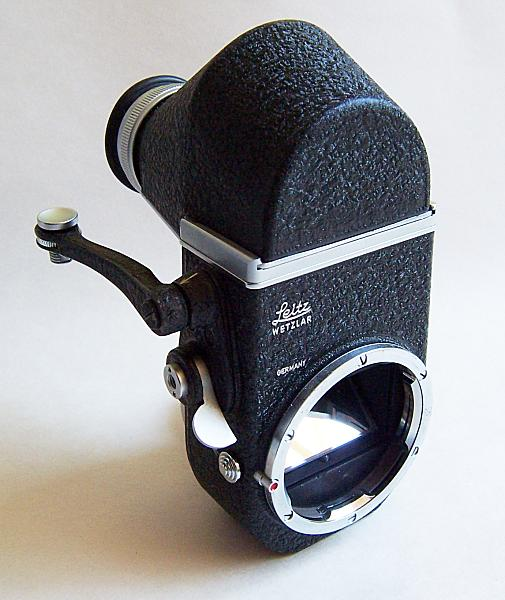
Leica Visoflex II (1960).
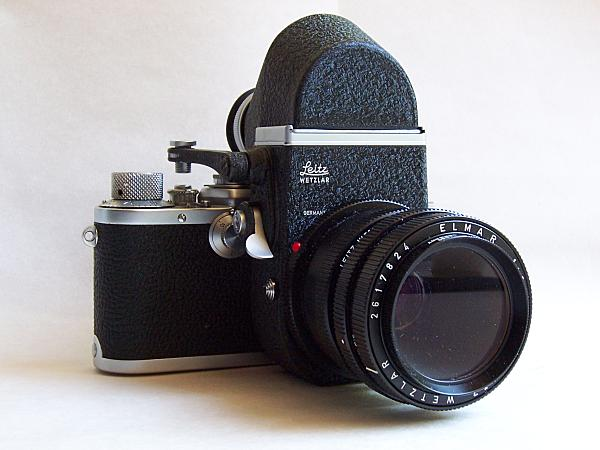
Visoflex II su una Leica IIIf con obiettivo 65 mm f/3.5 Elmar.
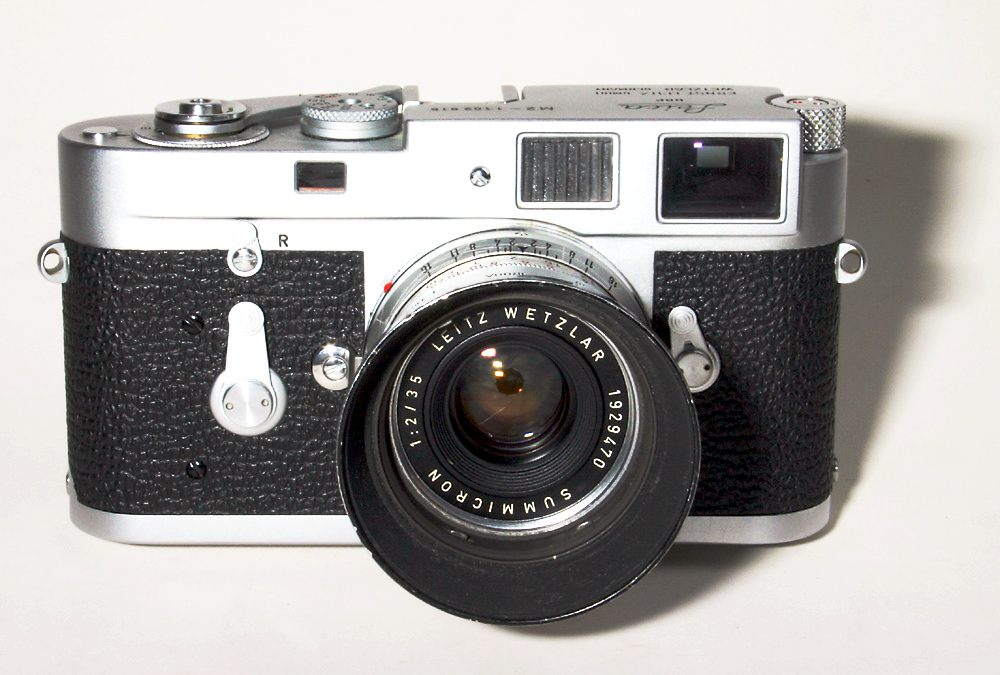
Leica M2.
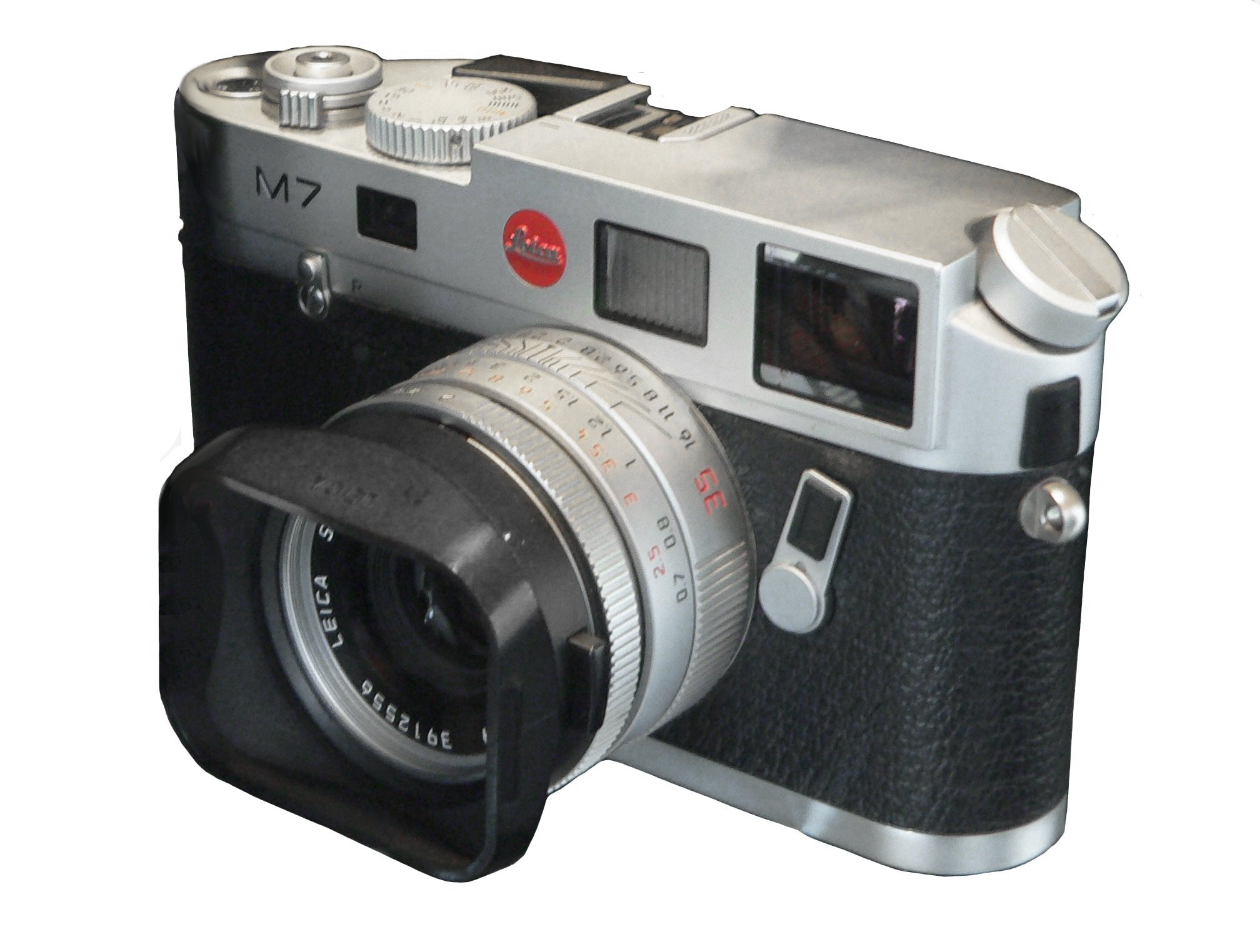
Leica M7.
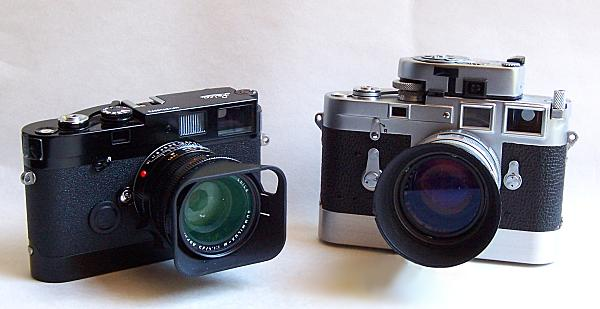
L'evoluzione della marca, 2003 MP et 1954 M3.
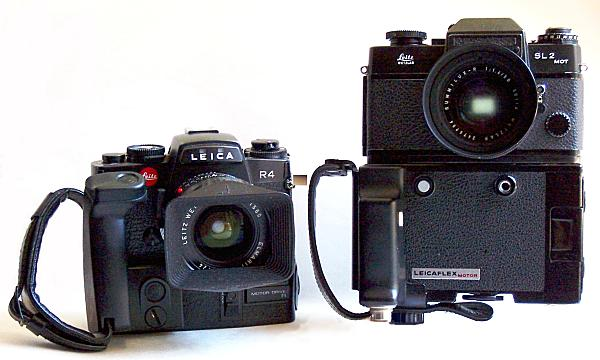
Leica R4 (1980) e Leica SL2 (1974)
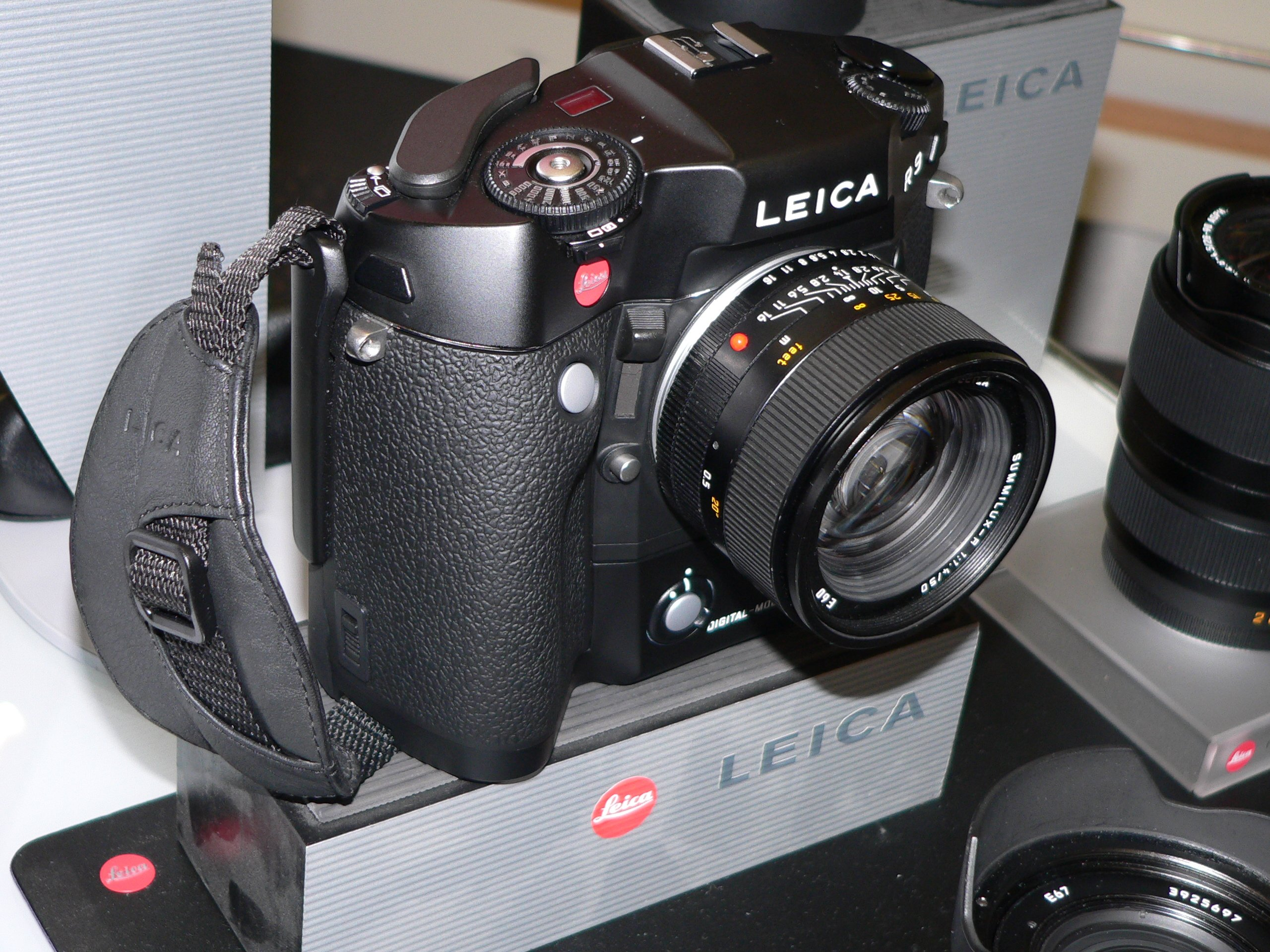
Leica R9, ultimo apparecchio reflex di Leica.
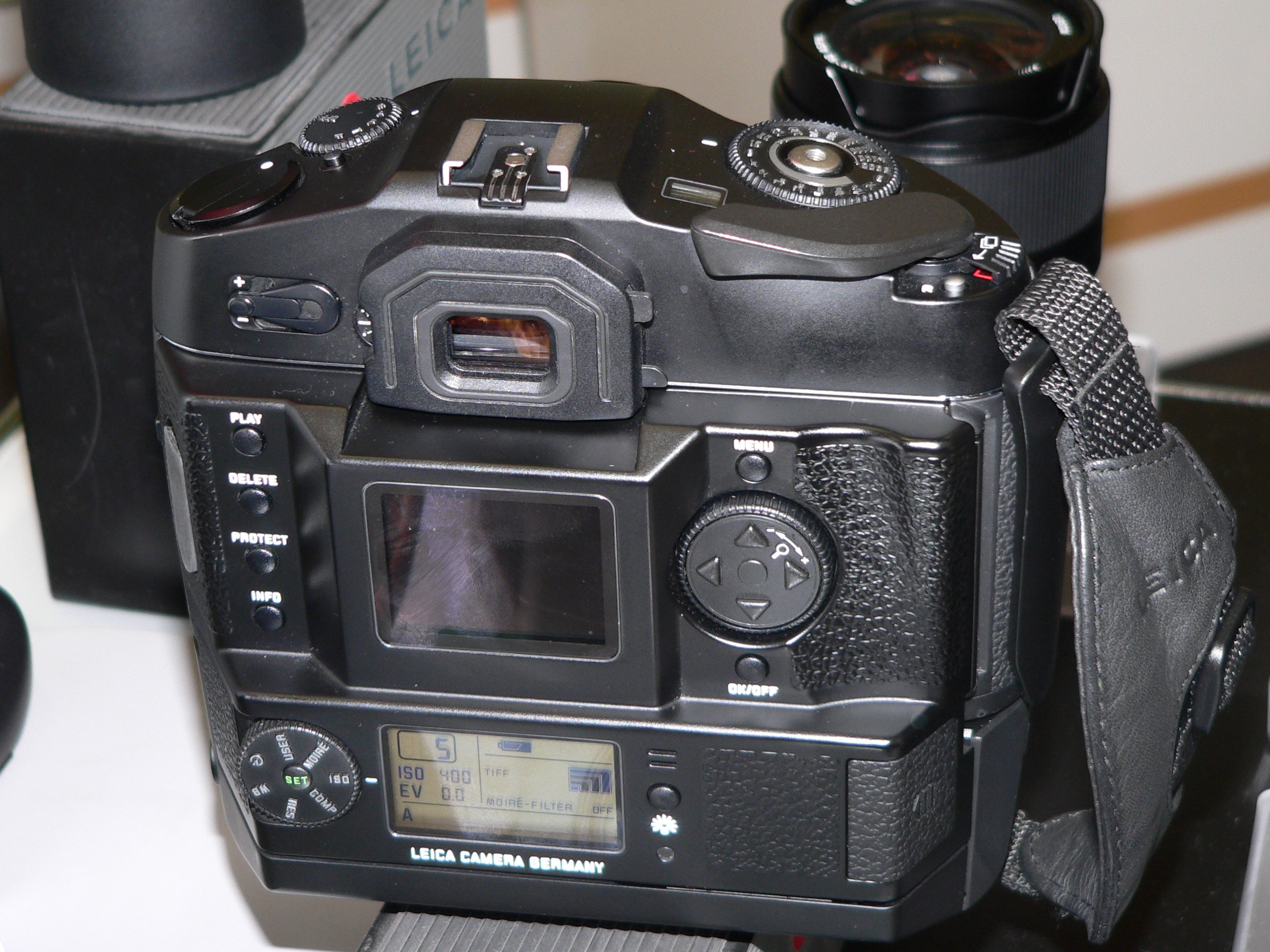
Leica R9 equipaggiata di Digital Modul R (DMR).
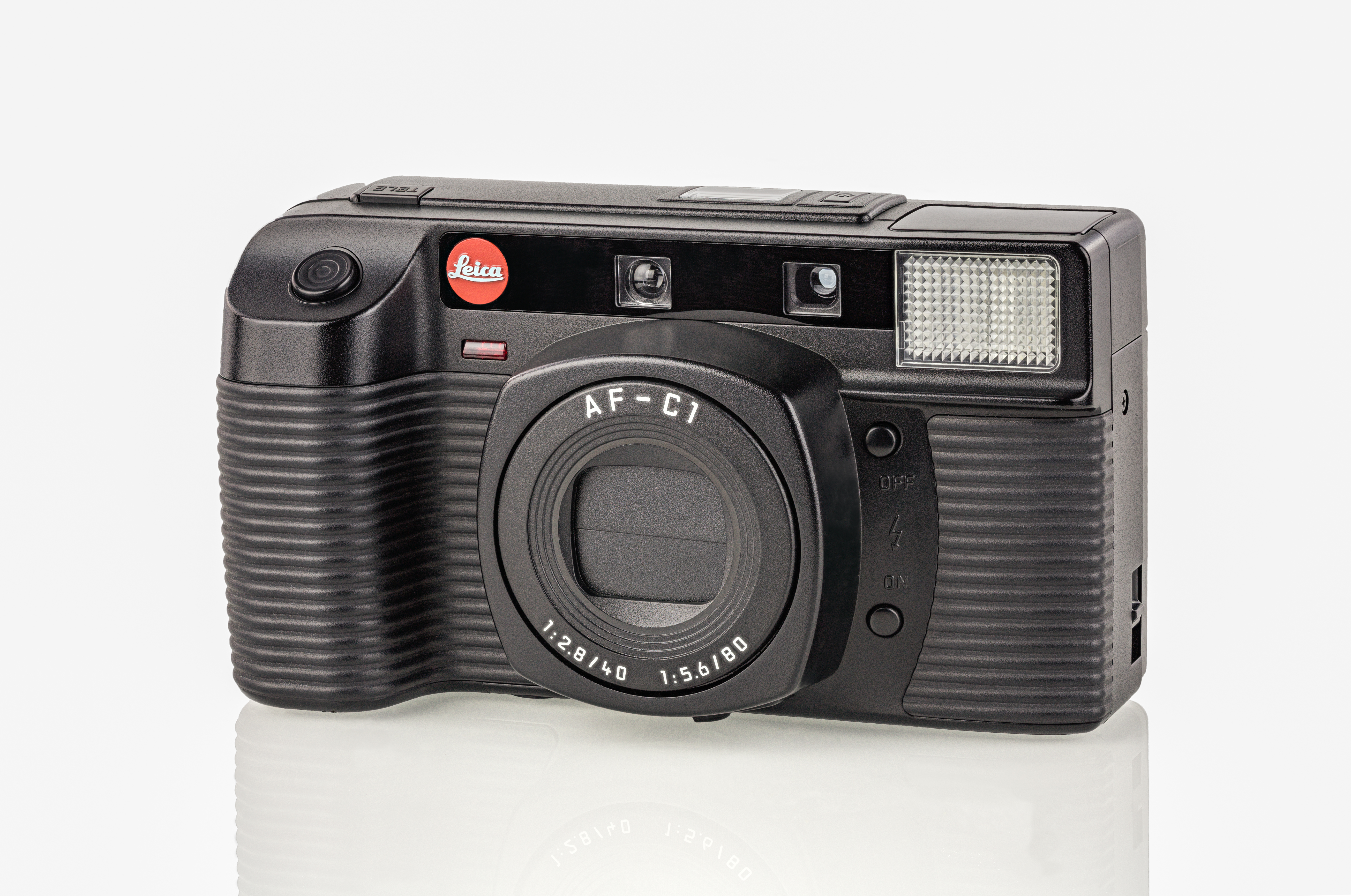
Leica AF-C1.
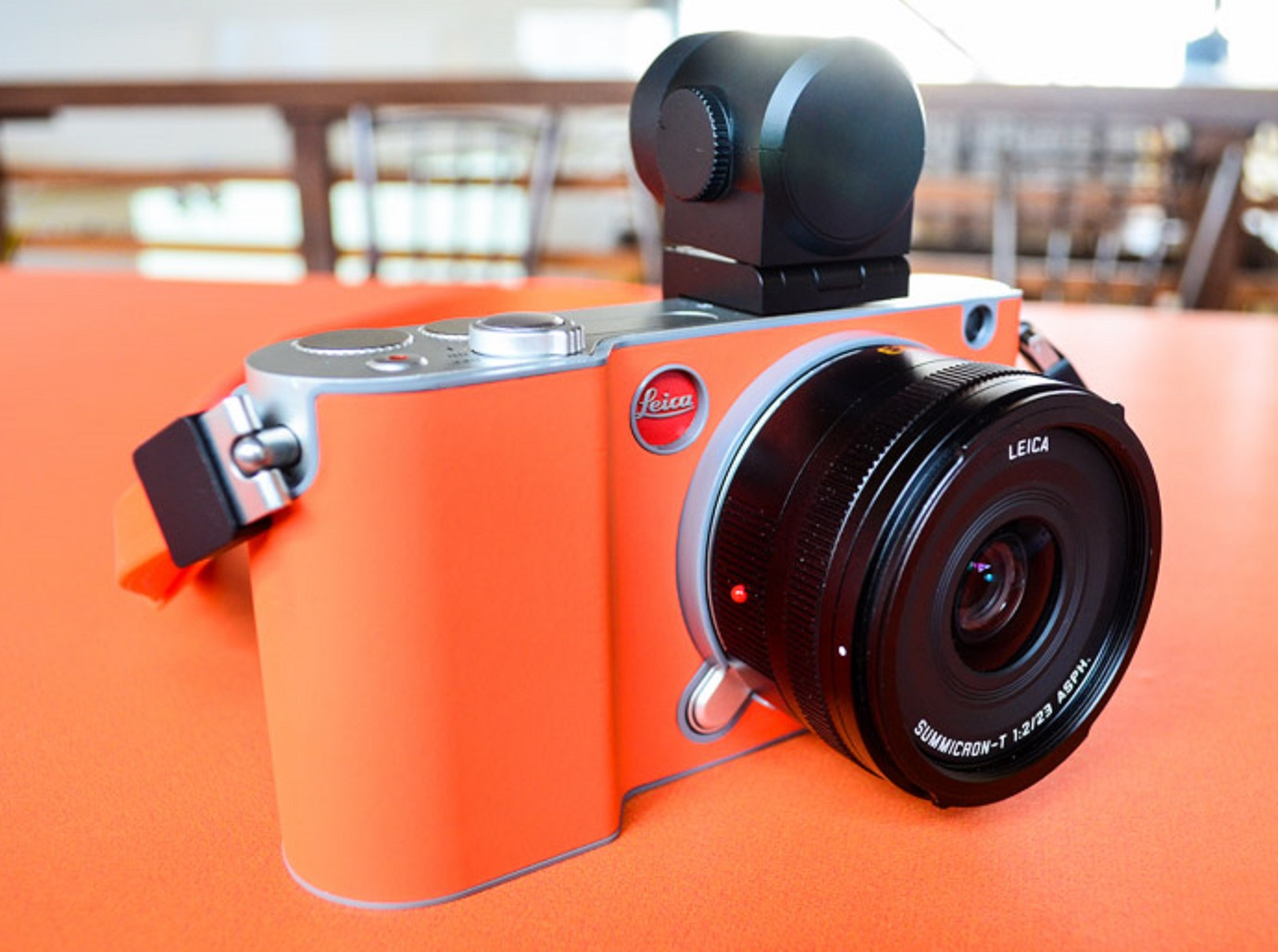
Leica T (type 701).